# واندا یاکوبینسکا
واندا یاکوبینسکا (لهستانی: Wanda Jakubińska؛ ۶ ژوئیه یا ۱۵ ژوئیه ۱۹۰۳–۳۱ مه ۱۹۸۷) بازیگر اهل لهستان بود.
از فیلم‌هایی که وی در آن‌ها نقش داشته‌است، می‌توان به قلب مادر، لنین در لهستان، خاکستر، پرونده خلبان مارشا، موضوعی برای حل و فصل، جوانی شوپن، ترانه‌های ممنوعه، جهنم و پروفسور ویلچور اشاره نمود.